# Raztoka (dopływ Czernej)
Raztoka, Roztoka – potok, prawy dopływ Czernej o długości 5,56 km i powierzchni zlewni 9,9 km².
Źródła potoku znajdują się w Beskidzie Śląskim na wschodnich stokach szczytów Trojaki i Sołowy Wierch. Spływa w kierunku południowo-wschodnim, niżej we wschodnim i przepływa przez miejscowość Zwardoń, w której łączy się z niewielkim potokiem spływającym spod Przełęczy Zwardońskiej. Od tego miejsca płynie w kierunku północno-wschodnim i w sąsiedniej miejscowości Laliki uchodzi do Czernej na wysokości 584 m. Największym dopływem Raztoki (Roztoki) jest spływający z Beskidu Śląskiego Czarny Potok.
Raztoka (Roztoka) ma znaczenie topograficzne, gdyż według Jerzego Kondrackiego, autora regionalizacji fizycznogeograficznej Polski tworzy granicę między Beskidem Śląskim i Beskidem Żywieckim. Granica ta biegnie od Przełęczy Zwardońskiej niewielkim dopływem Raztoki (Roztoki) przez Zwardoń (część Zwardonia należy do Beskidu Śląskiego, część do Żywieckiego) i dalej korytem Raztoki (Roztoki) aż do jej ujścia do Czernej (dalej w dół, korytem Czernej).